# Johan II Kasimir
Johan II Kasimir Vasa (polska Jan II Kazimierz), född 22 mars 1609 i Kraków, död 16 december 1672 i Nevers i Frankrike, var kung av Polen och storfurste av Litauen 1648–1668.
Liksom fadern, som varit kung även över Sverige, och bror Vladislav gjorde Johan Kasimir anspråk på den svenska tronen. I freden i Oliwa 1660 avsade han sig dessa anspråk.

## Biografi
Han var son till Sigismund III Vasa och dennes andra gemål Konstantia av Steiermark. 

### Kardinal
Efter att ha deltagit i preussiska fälttåget 1629 och i det ryska 1633 gav han sig 1638 mot sin broder kung Vladislavs vilja ut på en resa till Spanien, men på vägen uppsnappades och fängslades han av franska regeringen, som därmed tog hämnd på det polska kungahuset för dess habsburgska sympatier. Först 1640 återfick han friheten. Under fängelsetiden (liksom tidigare) utsatt för stark påverkan av jesuiterna, ingick han 1643 (i Loreto) som novis i deras orden, ett steg, som beredde kung Vladislav stora bekymmer. 
Belönad av påven med utnämning till kardinal 1646, men å andra sidan påverkad av broderns fortsatta föreställningar, utträdde han vid novitiatstidens slut (1646) ur orden. Sedan han kommit i tvist med påven i vissa titelfrågor och genom en brorsons bortgång fått större utsikter till polska tronen, lade han ner kardinalsvärdigheten (1647) och nåddes kort därefter av budskapet om Vladislavs död (1648). Vid det följande kungavalet, som inföll samtidigt med den upproriske kosackhetmanen Bogdan Chmielnickis första triumfer, utgick han segrande ur tävlan med sin bror Karl och vann kronan på samma villkor som tidigare Vladislav, vars änka (Marie Louise av Gonzaga-Nevers) han gifte sig med.

### Kung
Johan Kasimirs följande regering fylldes i början av det ideligen åter uppblossande kosack- och tatarkriget, som slutligen genom Lillrysslands underkastelse under tsar Aleksej Michajlovitj (1654) vidgades till en kamp mellan Polen och Ryssland. Redan dessförinnan hade den börjande inre upplösningen tagit sig farliga uttryck (underkanslern Radziejowskis intriger, domfällande och flykt till Sverige 1651; det första liberum veto i sammanhang därmed 1652). Vid Karl X Gustavs ingripande i den östeuropeiska krisen 1655 (Karl X Gustavs polska krig) tycktes Polen sönderfalla redan vid det första häftiga anfallet, och kungaparet måste vika undan för det svenska infallet till Schlesien. 
Krisen förvärrades ytterligare genom den preussiske vasallhertigens ("den store kurfurstens") avfall, och då Johan Kasimir, uppmuntrad av den energiska drottningen, försökte samla rikets krafter mot de båda inkräktarna, förlorade han mot dem tredagarsslaget vid Warszawa i juli 1656). Även om han snart fick ännu en fiende i fursten av Siebenburgen, Georg II Rakoczy, som framställde anspråk på hans krona, lättades å andra sidan hans bekymmer genom Danmarks, Hollands, Rysslands och kejsarens ingripande mot Sverige och genom den visserligen dyrköpta försoningen med den store kurfursten, som han måste lösa från länsbandet (1657). Vid fredsuppgörelsen i Oliva 1660, som gjorde slut på Polens livländska anspråk, måste Johan för egen del avstå från anspråken på Sveriges krona, även om han (utom i korrespondensen med Sverige) fortfarande skulle få använda den svenska kungatiteln. 
Kriget med Ryssland fortsatte alltjämt med skiftande vapenlycka, och Johan Kasimir deltog själv i fälttågen; först 1667 slöts stilleståndet i Andrussov, som lämnade områdena öster om Dnepr i tsarens våld. Johan Kasimirs senare regering fylldes av inre partisplittring, särskilt i sammanhang med försök att med fransk hjälp stärka den polska kungamakten genom att välja en fransk prins till tronföljare. Även om Johan Kasimir i ett berömt tal till riksdagen i juni 1661 framställde detta som dikterad av omsorg om det inre lugnet väckte dock tanken på ett kungaval vivente rege ("under kungens livstid") skarp opposition av stormarskalken Jerzy Lubomirski och en stor del av adeln. 
På båda sidor stod man färdig att dra in utländska makter (i hovpartiets intresse även Sverige) i det 1665 utbrytande inbördeskriget. Johan Kasimir led mot de upproriska en svår motgång (juli 1666) och måste i allt väsentligt ge efter för deras fordringar, särskilt också beträffande adelns fria valrätt. Lubomirski dog kort därefter (januari 1667), övergiven av sina anhängare. Ludvig XIV ansåg sig dock inte av denna uppgörelse förhindrad att fortsätta sina påtryckningsförsök i Warszava, men för Johan Kasimir framstod en abdikation som enda medlet att förena ordhållighet gentemot adeln med (mera lönande) eftergivenhet för de franska lockelserna. 
Innan denna plan blivit förverkligad, hade drottningen avlidit (april 1667), till det sista outtröttlig i det franska partiets intresse. Ställd inför nya yttre svårigheter (kosackhetmanen Petro Dorosjenkos förbund med sultanen och det polsk-turkiska krigets utbrott 1667) och genom sina fortsatta franska förbindelser berövad sista resten av sina undersåtars förtroende, som i stället allt mer skänktes åt den nye, kronhetmanen Johan Sobieski, fann Johan Kasimir tiden vara inne att inför den till riksdag samlade adeln abdikera (16 september 1668). Vasaättens styre i Polen gick tillbaka till Sigismund och Johan II Kasimir var den siste Vasakungen i Polen.

### Senare liv
Efter att till juli 1669 ha uppehållit sig i Polen som fransk pensionär valde han frivilligt Frankrike till sitt andra hemland, där han (bosatt i S:t Germain des Prés) fick den formella titeln abbot och erhöll ett rikligt underhåll, men under sin återstående mellan andaktsövningar och nöjen delade tillvaro inte spelade någon som helst politisk roll. Gift 1672 med Claudine Françoise Mignot.
Johan II Kasimir har även en minnestavla på polska och franska i Notre Dame de Paris.
Med Johan Kasimirs död 1672 utslocknade Vasaätten på manslinjen. Över Johan Kasimirs regentgärning och personlighet fällde senare tids polska historieskrivning en sträng dom, som samtidigt skarpt framhävde drottningens riksfördärvliga korruptionspolitik.
Efter hans död skiljdes hans hjärta från kroppen och begravdes i kyrkan i Saint-German-des-Paris i Quartier Latin i Paris. Hans kropp fördes till Wavel-borgen i Kraków. 

## Antavla
|                              |  |  |  |  |  |  |  |                                   |  |  |  |  |  |  |  |                              |  |  |  |  |  |  |  | 8. Gustav I av Sverige                  |
|                              |  |  |  |  |  |  |  |                                   |  |  |  |  |  |  |  |                              |  |  |  |  |  |  |  |                                         |
|                              |  |  |  |  |  |  |  |                                   |  |  |  |  |  |  |  | 4. Johan III av Sverige      |  |  |  |  |  |  |  |                                         |
|                              |  |  |  |  |  |  |  |                                   |  |  |  |  |  |  |  |                              |  |  |  |  |  |  |  |                                         |
|                              |  |  |  |  |  |  |  |                                   |  |  |  |  |  |  |  |                              |  |  |  |  |  |  |  | 9. Margareta Eriksdotter (Leijonhufvud) |
|                              |  |  |  |  |  |  |  |                                   |  |  |  |  |  |  |  |                              |  |  |  |  |  |  |  |                                         |
|                              |  |  |  |  |  |  |  | 2. Sigismund av Polen och Sverige |  |  |  |  |  |  |  |                              |  |  |  |  |  |  |  |                                         |
|                              |  |  |  |  |  |  |  |                                   |  |  |  |  |  |  |  |                              |  |  |  |  |  |  |  |                                         |
|                              |  |  |  |  |  |  |  |                                   |  |  |  |  |  |  |  |                              |  |  |  |  |  |  |  | 10. Sigismund I av Polen                |
|                              |  |  |  |  |  |  |  |                                   |  |  |  |  |  |  |  |                              |  |  |  |  |  |  |  |                                         |
|                              |  |  |  |  |  |  |  |                                   |  |  |  |  |  |  |  | 5. Katarina Jagellonica      |  |  |  |  |  |  |  |                                         |
|                              |  |  |  |  |  |  |  |                                   |  |  |  |  |  |  |  |                              |  |  |  |  |  |  |  |                                         |
|                              |  |  |  |  |  |  |  |                                   |  |  |  |  |  |  |  |                              |  |  |  |  |  |  |  | 11. Bona Sforza                         |
|                              |  |  |  |  |  |  |  |                                   |  |  |  |  |  |  |  |                              |  |  |  |  |  |  |  |                                         |
| 1. Johan II Kasimir av Polen |  |  |  |  |  |  |  |                                   |  |  |  |  |  |  |  |                              |  |  |  |  |  |  |  |                                         |
|                              |  |  |  |  |  |  |  |                                   |  |  |  |  |  |  |  |                              |  |  |  |  |  |  |  | 12. Ferdinand I (tysk-romersk kejsare)  |
|                              |  |  |  |  |  |  |  |                                   |  |  |  |  |  |  |  |                              |  |  |  |  |  |  |  |                                         |
|                              |  |  |  |  |  |  |  |                                   |  |  |  |  |  |  |  | 6. Karl II av Inre Österrike |  |  |  |  |  |  |  |                                         |
|                              |  |  |  |  |  |  |  |                                   |  |  |  |  |  |  |  |                              |  |  |  |  |  |  |  |                                         |
|                              |  |  |  |  |  |  |  |                                   |  |  |  |  |  |  |  |                              |  |  |  |  |  |  |  | 13. Anna av Böhmen och Ungern           |
|                              |  |  |  |  |  |  |  |                                   |  |  |  |  |  |  |  |                              |  |  |  |  |  |  |  |                                         |
|                              |  |  |  |  |  |  |  | 3. Konstantia av Steiermark       |  |  |  |  |  |  |  |                              |  |  |  |  |  |  |  |                                         |
|                              |  |  |  |  |  |  |  |                                   |  |  |  |  |  |  |  |                              |  |  |  |  |  |  |  |                                         |
|                              |  |  |  |  |  |  |  |                                   |  |  |  |  |  |  |  |                              |  |  |  |  |  |  |  | 14. Albrekt V av Bayern                 |
|                              |  |  |  |  |  |  |  |                                   |  |  |  |  |  |  |  |                              |  |  |  |  |  |  |  |                                         |
|                              |  |  |  |  |  |  |  |                                   |  |  |  |  |  |  |  | 7. Maria Anna av Bayern      |  |  |  |  |  |  |  |                                         |
|                              |  |  |  |  |  |  |  |                                   |  |  |  |  |  |  |  |                              |  |  |  |  |  |  |  |                                         |
|                              |  |  |  |  |  |  |  |                                   |  |  |  |  |  |  |  |                              |  |  |  |  |  |  |  | 15. Anna av Österrike                   |
|                              |  |  |  |  |  |  |  |                                   |  |  |  |  |  |  |  |                              |  |  |  |  |  |  |  |                                         |

## Galleri

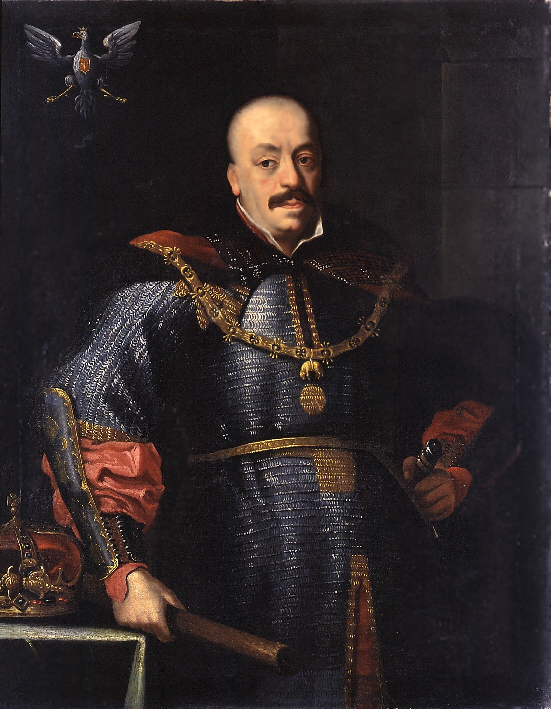
Kung Johan II Kasimir av Polen-Litauen-Ukraina (polska Jan II Kazimierz).
Statsvapen för Johan Kasimir som kung av Polen.
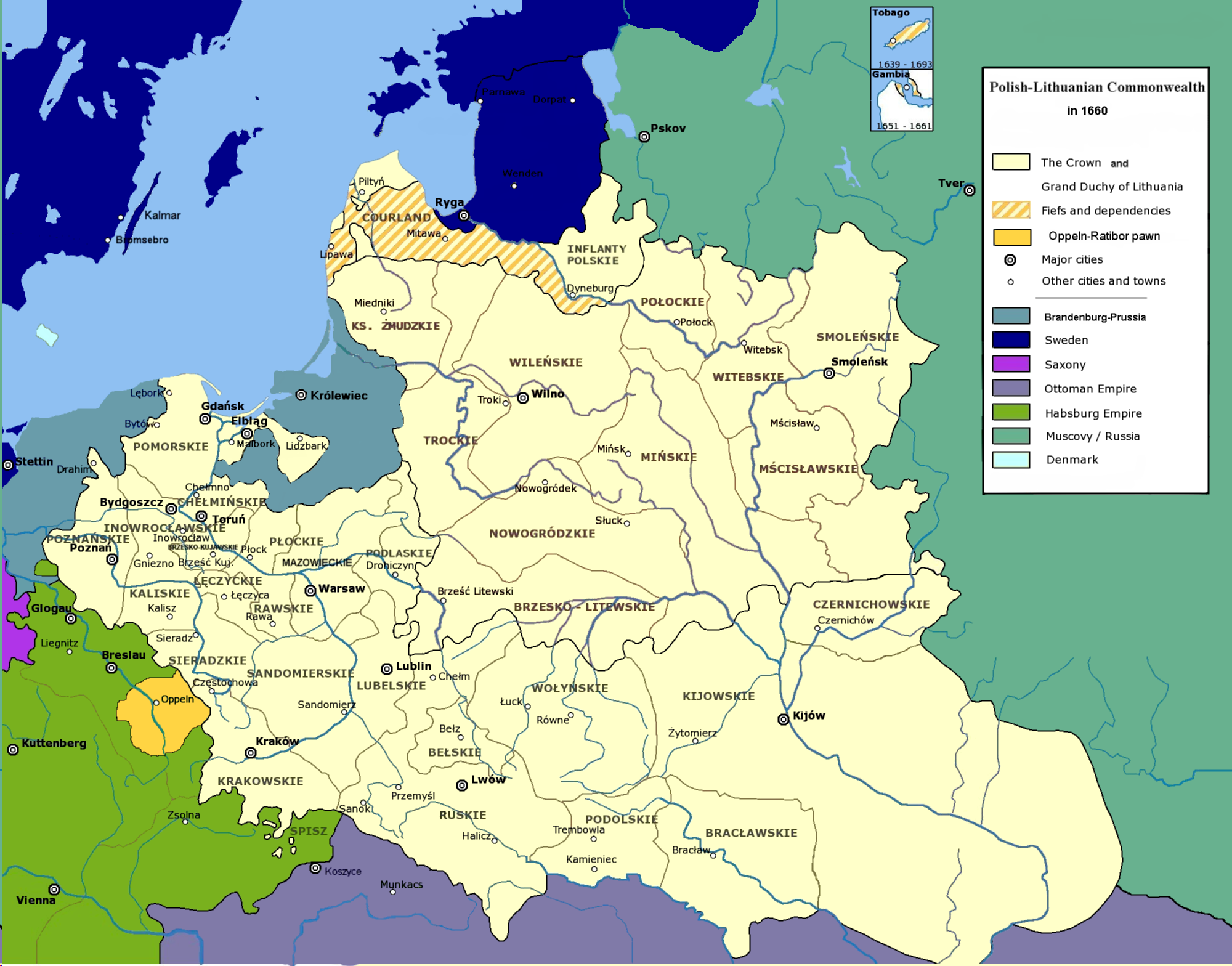
Polsk-litauiska samväldet 1660.